# Park Joon-hyung
Park Joon-hyung (en hangul, 박준형;Seúl, 20 de julio de 1969) es un actor y cantante surcoreano. Miembro del grupo musical g.o.d., Park es conocido por sus actuaciones en películas como Speed Racer y Dragonball Evolution, en la cual interpretó al personaje de Yamcha.

## Biografía
Park es el más joven de una familia católica de dos hermanos y una hermana. Asistió al Instituto 'La Quinta' en Westminster, California de donde se graduó en 1987, también estudió en la Universidad Estatal de California en Long Beach.

## Carrera
De 1999 a 2005, Park fue el líder del grupo de Rap Coreano g.o.d (Groove Over Dose) que llegaron a vender más de 6 millones de discos en sus siete álbumes publicados. El quinteto formado por Kim Tae Woo, Danny Ahn, Son Ho Young, Yoon Kye Sang y Park Joon Hyung desapareció en 2005. 
En 2002 g.o.d editó la canción para Corea del Sur en el disco oficial de la Copa Mundial de Fútbol de 2002. Los cinco muchachos también aparecieron en una serie de TV coreana, ellos actuaron como una familia que tenían a su cargo a un niño llamado Jae Min. Cada uno de ellos tiene un rol impuesto, como Son Ho Young que interpretaba a 'una momia' y Park Joon Hyung como 'el papá'.
El grupo se disolvió debido a las responsabilidades militares de los cantantes. Algunos de ellos siguieron su carrera en solitario. 
Pero el grupo volvió en el 2014.  

## Filmografía

### Películas
| Año  | Título               | Rol              |
| ---- | -------------------- | ---------------- |
| 2008 | Speed Racer          | Conductor Yakuza |
| 2009 | Dragonball Evolution | Yamcha           |
| 2011 | Hero 108             | Mr. No Hands     |

### Programas de televisión
| Año              | Título                                            | Rol                                                                  |
| ---------------- | ------------------------------------------------- | -------------------------------------------------------------------- |
| 2009             | Dark Blue                                         | Shin                                                                 |
| 2014             | Fated to Love You                                 | Cameo                                                                |
| 2014             | Infinite Challenge                                | Invitado                                                             |
| 2014             | Roommate (Temp. 2)                                | Él mismo                                                             |
| 2014             | Love Cells                                        | Doraejoon                                                            |
| 2015             | Animals                                           | Él mismo                                                             |
| 2015             | Running Man                                       | Invitado (Ep. 248, 260-261, 272)                                     |
| 2015             | 2 Days & 1 Night                                  | Ep. 386 - 387, 412 - 414                                             |
| 2015-2016        | Law of the Jungle in Samoa                        | Ep. 191 - 194                                                        |
| 2016             | Law of the Jungle in New Caledonia                | Ep. 225 - 228                                                        |
| 2016             | Hit the Stage                                     | Panelista                                                            |
| 2014, 2016, 2018 | Hello Counselor                                   | Invitado, ep. 205, 301, 348                                          |
| 2016-2018        | I Can See Your Voice                              | Ep. 11-12; 4-5, 8, 11, 13-18; 1-12 (miembro del panel de detectives) |
| 2018-presente    | Buying Hardships' S2                              | Miembro                                                              |
| 2018-presente    | Around the World in Packages (Carefree Travelers) | Miembro                                                              |
| 2019-presente    | Five Cranky Brothers                              | Miembro                                                              |
| 2020             | Running Man                                       | Ep. 522 - invitado                                                   |

### Aparición en videos musicales
- 2015: «Shake That Brass» de Amber Liu